# Classic Yes
 (août 2023).
La mise en forme du texte ne suit pas les recommandations de Wikipédia : il faut le « wikifier ».
Les points d'amélioration suivants sont les cas les plus fréquents :
- Les titres sont pré-formatés par le logiciel. Ils ne sont ni en capitales, ni en gras.
- Le texte ne doit pas être écrit en capitales (les noms de famille non plus), ni en gras, ni en italique, ni en « petit »…
- Le gras n'est utilisé que pour surligner le titre de l'article dans l'introduction, une seule fois.
- L'italique est rarement utilisé : mots en langue étrangère, titres d'œuvres, noms de bateaux, etc.
- Les citations ne sont pas en italique mais en corps de texte normal. Elles sont entourées par des guillemets français : « et ».
- Les listes à puces sont à éviter, des paragraphes rédigés étant largement préférés. Les tableaux sont à réserver à la présentation de données structurées (résultats, etc.).
- Les appels de note de bas de page (petits chiffres en exposant, introduits par l'outil «  Source ») sont à placer entre la fin de phrase et le point final[comme ça].
- Les liens internes (vers d'autres articles de Wikipédia) sont à choisir avec parcimonie. Créez des liens vers des articles approfondissant le sujet. Les termes génériques sans rapport avec le sujet sont à éviter, ainsi que les répétitions de liens vers un même terme.
- Les liens externes sont à placer uniquement dans une section « Liens externes », à la fin de l'article. Ces liens sont à choisir avec parcimonie suivant les règles définies. Si un lien sert de source à l'article, son insertion dans le texte est à faire par les notes de bas de page.
- La présentation des références doit suivre les conventions bibliographiques. Il est recommandé d'utiliser les modèles {{Ouvrage}}, {{Chapitre}}, {{Article}}, {{Lien web}} et/ou {{Bibliographie}}. Le mode d'édition visuel peut mettre en forme automatiquement les références.
- Insérer une infobox (cadre d'informations à droite) n'est pas obligatoire pour parachever la mise en page.

Pour une aide détaillée, merci de consulter Aide:Wikification.
Si vous pensez que ces points ont été résolus, vous pouvez retirer ce bandeau et améliorer la mise en forme d'un autre article.
Albums de Yes
Yesshows
(1980) 90125
(1983)
Classic Yes est le deuxième album compilation par le groupe de rock progressif britannique Yes, publié en novembre 1981 par Atlantic Records. Cet album a été publié à la suite de l'éclatement de Yes, début 1981 suivant la tournée de leur dernier album Drama paru en 1980. La compilation a été choisie par le bassiste Chris Squire et la pochette de l'album est signée par l'artiste Roger Dean, un habitué dans la conception des pochette de Yes.

## Titres[1]
| 1. | Heart of the Sunrise - Fragile (1971)        | 10:34 |
| 2. | Wonderous Stories - Going for the One (1977) | 3:45  |
| 3. | Yours Is No Disgrace - The Yes Album (1971)  | 9:41  |

| 4. | Starship Trooper" - The Yes Album (1971) - A. Life Seeker - B. Disillusion - C. Würm                                                                                            | 9:29  |
| 5. | Long Distance Runaround - Fragile (1971) | 3:30  |
| 6. | The Fish (Schindleria Praematurus) - Fragile (1971) | 2:36  |
| 7. | And You and I" - Close to the Edge (1972) - A. Cord of Life - B. Eclipse - C. The Preacher and the Teacher - D. Apocalypse (called "The Apocalypse" in the album's liner notes) | 10:03 |

| 8. | Roundabout (version live enregistrée à Oakland Coliseum, Oakland, Californie, États-Unis, le 7 octobre 1978) | 7:47 |

| 9. | I've Seen All Good People" - A. "Your Move" - B. "All Good People (version live enregistrée au Empire Pool, Wembley, Londres, United Kingdom, le 28 octobre 1978) | 7:24 |

| 1. | Heart of the Sunrise | 10:34 |
| 2. | Wonderous Stories | 3:45  |
| 3. | Yours Is No Disgrace | 9:41  |
| 4. | Starship Trooper - A. Life Seeker - B. Disillusion - C. Würm                                                                                               | 9:29  |
| 5. | Long Distance Runaround | 3:30  |
| 6. | The Fish (Schindleria Praematurus) | 2:36  |
| 7. | And You and I - A. Cord of Life - B. Eclipse - C. The Preacher and the Teacher - D. The Apocalypse                                                         | 10:03 |
| 8. | Roundabout (version live enregistrée au Oakland Coliseum, Oakland, Californie, États-Unis, le 7 octobre 1978)                                              | 7:47  |
| 9. | I've Seen All Good People - A. Your Move - B. All Good People (version live enregistrée au Empire Pool, Wembley, Londres, Royaume-Uni, le 28 octobre 1978) | 7:24  |

## Musiciens[2]
Yes
- Jon Anderson – chants, guitare, claviers dans "Don't Kill the Whale"
- Steve Howe – guitares électrique et acoustique, chant de fond
- Chris Squire – bass, chant de fond, percussion dans "Ritual"
- Patrick Moraz – claviers dans "The Gates of Delirium" et "Ritual"
- Rick Wakeman – claviers dans toutes les autres titres
- Alan White – batterie, percussion

Production
- Chris Squire – production, mixage
- Mike Dunne – enregistrement live
- Nigel Luby – ingénieur de l'enregistrement live
- Geoff Young – ingénieur
- Sean Davis – ingénieur sur "Time and a Word"
- Barry Ainsworth – ingénieur sur "Time and a Word"
- Tony Wilson – production sur "Don't Kill the Whale"
- Bill Aitken – ingénieur sur "Don't Kill the Whale"
- Neil Burn – ingénieur sur "Don't Kill the Whale"
- Roger Dean – illustration de l'album
- Magnetic Storm Ltd. – design de l'album
- Sean Davis – peintre
- Lisa Tanner – photographe

## Certifications
| Pays              | Certification | Unités certifiées |
| ----------------- | ------------- | ----------------- |
| États-Unis (RIAA) | Platine       | 1 000 000         |
| Royaume-Uni (BPI) | Argent        | 60 000            |